# Cratere Rameau
Rameau  è un cratere sulla superficie di Mercurio.